# Spatule (oiseau)
Platalea
Pour les articles homonymes, voir Spatule.
Sous-famille
Genre
Spatule est le nom vernaculaire de six espèces du genre Platalea, oiseaux échassiers de la famille des Threskiornithidae. Il est l'unique genre de la sous-famille des Plataleinae.

## Liste des espèces
D'après la classification de référence (version 14.1, 2024) de l'Union internationale des ornithologues, il y a 6 espèces du genre Platalea (ordre philogénique) :
- Platalea leucorodia (Linnaeus, 1758) – Spatule blanche ;
- Platalea minor (Temminck & Schlegel, 1850) – Petite Spatule ;
- Platalea alba (Scopoli, 1786) – Spatule d'Afrique ;
- Platalea regia (Gould, 1838) – Spatule royale ;
- Platalea flavipes (Gould, 1838) – Spatule à bec jaune ;
- Platalea ajaja (Linnaeus, 1758) – Spatule rosée.

## Liste par nom binominal
- Platalea alba (Scopoli, 1786)
- Platalea ajaja (Linneaus, 1758)
- Platalea flavipes (Gould, 1838)
- Platalea leucorodia (Linnaeus, 1758)
- Platalea minor (Temminck et Schlegel, 1849)
- Platalea regia (Gould, 1838)